# Dojem
Dojem je výsledek vnímání, pozorování, hodnotícího uvažování, rozmýšlení, zdání.
Jde o celkový víceméně neurčitý pocitový obraz skutečnosti zřízený podle zkušenosti a vnímání určitých předmětů nebo jevů. První dojem (efekt primarity) vzniká při prvním setkání s jevem, člověkem, nebo situací. Často však obsahuje nesprávné postřehy na základě předsudků a naučených vzorců jedince. Skládá se z více dílčích zkušeností, např. oči pozorovaného nám připomínají otce, jeho čelo zas našeho učitele, hlas konkrétního herce a pod. Chyby prvního dojmu spočívají v tendenci zjednodušovat (haló efekt), přisuzovat vlastní chyby posuzované osobě a zprůměrňovat pozorovaného.
Pojmy dojem, první dojem a vjem se někdy používají jako synonyma.